# カッチ湾

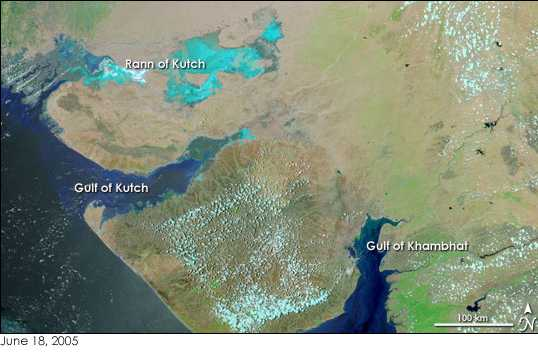
カッチ湾（左中央）の画像(NASA Earth Observatoryによる)

カッチ湾 (カッチわん、グジャラート語:કચ્છનો અખાત) は、アラビア海にある湾の一つである。インドの西海岸に位置するグジャラート州にあり、カッチ半島とカーティヤーワール半島に挟まれている。カッチ湾の最深部は、122mで、長さは約160kmであり、潮の満ち引きが大きいことで有名である。湾奥にあるカンドラ港はインド国内の13主要港のひとつである。
ルクマヴァティー川は、アラビア海付近に注ぐ。